# González Catán
González Catán è una città della provincia di Buenos Aires, in Argentina. La località fa parte del Partido di La Matanza, nella zona sud-occidentale dell'area denominata Grande Buenos Aires.